# 1468

## Události
- 31. března – Uherský král Matyáš Korvín vypověděl válku českému králi Jiřímu z Poděbrad.
- město Třebíč bylo téměř zničeno při válkách mezi Jiřím z Poděbrad a Matyášem Korvínem, viz též Bitva o Třebíč
  - 12. května – třebíčský klášter byl obležen vojsky Matyáše Korvína
  - 14. května – třebíčský klášter byl částečně dobyt vojsky Matyáše Korvína
  - 6. června – vězněný Viktorín z Poděbrad (syn Jiřího) lstí utekl z ještě nedobytých částí kláštera
  - 15. června – vzdal se zbytek osazenstva třebíčského kláštera
  - 20. června – odtáhl Matyáš Korvín a město bylo téměř zničeno a vypáleno
- Říše Songhaj dobyla město Timbuktu ve státě Mali.
- Založena rýžoviště v Itálii kolem Pisy, později také v Pádské nížině.
- Karel Smělý, vévoda burgundský, nařídil, aby ceremoniální šat jeho dvořanů byl černý.
- Rod pánů z Michalovic vymřel po meči a to v osobě Jindřicha II. Kruhlaty z Michalovic poté, co utrpěl smrtelné zranění v bitvě u Turnova.
- Jan Tovačovský z Cimburka (syn Jana Tovačovského z Cimburka), moravský šlechtic, získal zámek Hrubý Rohozec.

### Probíhající události
- 1455–1487 – Války růží
- 1467–1477 – Válka Ónin
- 1468–1478 – Česko-uherské války

## Narození
- 29. února – Pavel III., papež († 10. listopadu 1549)
- 28. března – Karel I. Savojský, savojský vévoda a král Kypru, Jeruzaléma a Arménie († 13. března 1490)
- 24. července – Kateřina Saská, rakouská arcivévodkyně, tyrolská hraběnka († 10. února 1524)
- ? – Juan de Zumárraga, první mexický biskup († 3. června 1548)

## Úmrtí
Česko
- 20. dubna – Martin Lupáč, český husitský teolog a diplomat (* ?)

Svět
- 17. ledna – Gjergj Kastriot Skanderbeg, albánský národní hrdina (* 1405)
- 3. února – Johannes Gutenberg, německý vynálezce knihtisku (* 1397/1400)
- 5. července – Alfons, kníže z Asturie (* 17. listopadu 1453)
- 24. listopadu – Jean de Dunois, francouzský šlechtic a válečník (* 23. listopadu 1402)
- ? – Císařovna Čchien, čínská císařovna (* 1426)

## Hlavy států
- České království – Jiří z Poděbrad
- Svatá říše římská – Fridrich III.
- Papež – Pius II. – Pavel II.
- Anglické království – Eduard IV.
- Dánsko – Kristián I. Dánský
- Francouzské království – Ludvík XI.
- Polské království – Kazimír IV. Jagellonský
- Uherské království – Matyáš Korvín
- Litevské knížectví – Kazimír IV. Jagellonský
- Chorvatské království – Matyáš Korvín
- Norsko – Kristián I. Dánský
- Portugalsko – Alfons V. Portugalský
- Švédsko – Karel VIII. Knutsson